# Фьордская лошадь
Фьордская лошадь или норвежская лошадь фьордов (норвежский фьорд) — относительно небольшая, но очень сильная порода лошадей из горных районов западной Норвегии. Это порода легких лошадей. Все лошади фьордов имеют буланую или саврасую масть, с пятью вариациями оттенка, признанными в стандарте породы. Одна из старейших пород в мире, она использовалась в течение сотен лет в качестве сельскохозяйственной лошади в Норвегии, и в наше время популярна благодаря своему обычно покладистому характеру. Используется как в качестве упряжной лошади, так и под седлом.

## Характеристики
Лошадь фьорда имеет характерный внешний вид. Строение тела породы отличается от многих других пород тем, что она представляет собой смесь мускулатуры и костного строения тяжеловоза с лошадью меньшего размера и с большей ловкостью. У этой породы есть сильная выгнутая шея, крепкие и хорошие ноги, и компактное, мускулистое тело. Голова среднего размера, хорошо очерченная, с широким плоским лбом и прямым или слегка выпуклой мордой, с маленькими ушами и большими глазами. Несмотря на свои небольшие размеры, порода вполне способна нести взрослого человека и тянуть тяжелые грузы. Шерсть становится особенно тяжелой и густой зимой.
Натуральная грива длинная, толстая и тяжелая. Чтобы подчеркнуть красивый изгиб шеи, гриву подстригают. Обычно она имеет характерную форму полумесяца от пяти до десяти сантиметров, так что она стоит прямо и подчеркивает форму шеи. Считается, что эта стоячая грива облегчает уход. Она также подчеркивает сильную шею лошади и спинную полосу в полный рост. На голенях есть оброслость; однако, стандарт породы не предполагает обильной оброслости. Не существует верхнего или нижнего предела для роста, установленного для породы, но рекомендуется высота от 135 до 150 см в холке. Вес обычно колеблется от 400 до 500 кг (880 до 1100 фунтов). Хотя некоторые особи могут подпадать под традиционную границу между лошадьми и пони, лошадь фьорда считается лошадью, независимо от роста. Считается, что у фьордской лошади хороший темперамент.

### Масть
Все лошади фьордов имеют дикий ген Dun и, соответственно, дикий окрас различных разновидностей — саврасый, каурый, мышастый. Их допустимые оттенки — это коричневый, золотистый или родственные оттенки с более темными (обычно черными или темно-коричневыми) точками и простыми отметинами. Стандарт породы признает пять вариаций оттенка. Эти оттенки были официально признаны в Норвегии с 1922 года. Копыта чаще всего темные, но у светлых лошадей они могут быть светло-гнедого цвета.
Двухцветная грива, показывающая черную полосу, характерна для породы.
Примитивные отметины, связанные с геном dun, часто бывают довольно яркими у лошади фьорда. К ним относятся дорсальная полоса, более темная грива и хвост, горизонтальные полоски на задней части предплечий и, в редких случаях, поперечные полоски на холке. У некоторых лошадей-фьордов есть маленькие коричневые пятна на теле или голове. Эти пятна называются «отметками Ньяла» по имени одного из основателей современной лошади-фьорда, у которого были такие отметины. Лошади фьордов также всегда имеют черты пангаре: более светлые волосы на морде, животе, внутренней части ног и над глазами. Некоторые лошади фьордов также несут кремовый ген, который в сочетании с геном dun создает более светлые оттенки породы. На внешних прядях гривы и по краям хвоста у лошадей фьорда имеется значительное количество более светлых волосков, а в сочетании с более темным центром гривы, характерным для большинства мастей, получаются двухцветные грива и хвост. Это выглядит более драматично, чем у других серовато-коричневых лошадях других пород. У поклонников фьордовых лошадей темные волосы в середине гривы и более темные волосы в середине хвоста описаны норвежскими терминами midtstol и halefjær, соответственно. Белые отметины у лошадей фьордов встречаются редко. Но они отмечались до тех пор, пока велись письменные записи о породе. Небольшая звезда приемлема, но любые другие белые или розовые отметины считаются нежелательными. Norges Fjordhestlag (Норвежская ассоциация фьордов) решила в 1982 году, что жеребцы любого возраста с любой другой белой окраской, отличной от маленькой белой звезды, не могут быть приняты для разведения.

#### Допустимые отмастки
Саврасая масть для лошадей фьорда является основной. Стандарт породы фьорд лошадей признает пять отмасток. 90 % всех лошадей-фьордов — саврасые. Остальные 10 % — это либо рыже-саврасые с тёмно-красным ремнём, гривой и хвостом, серые саврасые, мышино-саврасые, либо два цвета, отражающие влияние кремового гена: булано-саврасые и серо-саврасые. Реестры пород для лошадей фьордов способствуют сохранению всех окрасов. Различия отмасток буланой и саврасой масти могут быть тонкими и трудно различимыми, если лошади разных отмасток не стоят рядом. Цветовые термины также являются нестандартными по сравнению с английской терминологией, более часто используемой для описания окрасов лошадиной шкуры у других пород. Это различие, по-видимому, частично обусловлено тем, что оно происходит от терминов норвежского языка, которые были установлены в 1922 году, и их переводов на английский язык, которые были сделаны официальными в 1980 году. Хотя эти термины были установлены до того, как генетика окрасов шерсти лошадей была полностью понята, эти вариации соответствуют современным генетическим исследованиям как вариации саврасой и буланой масти с добавлением других генетических факторов. Термины отличаются и от русских аналогов.
- Саврасый (brunblakk) является наиболее распространенным цветом.[4] Цвет тела бледно-желто-коричневый, и может варьироваться от кремового до почти светло-рыжего. Отметины, а также полоса на гриве (так называемые «мидстол» и «халефьор») черные или темно-коричневые. Остальная часть гривы и хвоста обычно кремовая или белая, хотя у более темных особей она может быть более темной.[4]
- Рыже-саврасый (Rødblakk), или каурая, имеет бледно-золотой основной цвет. «Мидстол», «халефьор» (цветные тёмные полоски на гриве) и простые отметины рыжего или рыже-гнедого цвета, всегда темнее цвета тела, но никогда не черного цвета. Остальная часть гривы и хвоста обычно кремовая, хотя у некоторых особей вся грива и хвост могут быть белыми.[4]
- Серая (grå), отмасток саврасости, называемый «грулло» в других породах. Имеет серое тело; оттенок может варьироваться от светло-серебряного до темно-серого. «Мидтстол», «халефьор» и отметины на теле темно-серые или черные.[4] Остальная часть гривы, хвоста и чёлки более светлого серого оттенка, чем оттенок шерсти на теле, и может быть очень бледной. Хотя термин, используемый в стандарте породы для этого окраса: «серый»,[2] на самом деле это серовато-коричневый оттенок, а не настоящий генетический серый. Термин «серый» и даже «серый серовато-коричневый» являются неправильными, так как генофонд лошади Фьорда не несет в себе ген седения. Термин, используемый для этого цвета в других породах и генетиками — это grullo (тёмно-серая), или blue dun (иссиня-серый). Как и grullo в других породах, «серый» цвет тела создается фактором «dun» (саврасый), разбавляющим генетический черный базовый цвет. Термин «серый саврасый» или «серо-чёрный» иногда используется для описания этого цвета, но среди владельцев лошадей фьордов эта терминология считается неверной, даже если она более последовательна. Если бы англоговорящие заводчики лошадей фьордов использовали те же правила именования, что и для других оттенков своей породы, этот цвет можно было бы генетически назвать «черным серым», но этого не произошло.
- Светло-саврасая или белая саврасая (ulsblakk) имеет кремовый цвет тела. Мидстол, халефьор и простые отметины при такой масти чёрного цвета или почти чёрного. Остальная часть гривы и хвоста светлее цвета тела.[4] Окраска генетически представляет собой гнедую на основе саврасости, которая дополнительно разбавляется одним аллелем кремового гена. Это иногда называют «оленьей кожей» в других породах.[5]
- Буланая или булано-саврасая (gulblakk) — самая редкая масть лошадей фьорда.[4] Это рыже-саврасая (каурая) лошадь с дополнительным ослабляющим цвет фактором, который делает тело светло-кремового цвета. Это также связано с геном крема.[5] Чёлка, грива и хвост могут быть полностью белыми, а простые отметины могут быть нечеткими.[4]

Квит, «белый»
Наряду с признанными пятью оттенками серовато-коричневого цвета два аллеля с кремовым разбавлением (CCr) на любом другом цвете дают лошади со светло-кремовый оттенок шерсти и голубые глазами. Этот цвет называется по-норвежски «квит» («белый»), а у других пород известен как кремелло, перлино или дымчатый крем. Саврасый с двумя аллелями крема будет иметь слабые или неразличимые отметины. У лошади фьорда квит традиционно считался нежелательным, и поэтому он очень редкий окрас в породе из-за преднамеренного негативного отбора. Тем не менее, это нормальный цвет в генофонде, так как природа генетики крема статистически приведет к тому, что случайная лошадь квит будет рождаться каждый раз, когда спариваются две лошади, которые несут одну аллель крема, например, светло-саврасая ulsblakk и / или булано-саврасая (gulblakk).